# Ramón Morales
Ramón Morales Higuera  (La Piedad, Michoacán, 10 de octubre de 1975) es un exfutbolista mexicano. Jugador zurdo, habilidoso y encarador que jugó en la posición de lateral, pero jugó también como lateral volante, incluso llegó a ser ubicado como extremo.

## Trayectoria como jugador
Debuta con Rayados en la Temporada 95-96, equipo donde jugó regularmente. En el verano 99, llega a las Chivas Rayadas del Guadalajara bajo el mando de Ricardo 'Tuca' Ferreti para reforzar la media cancha. Crece muchísimo y comienza a mostrarse como uno de los mejores de México, esto lo hace llegar al Mundial 2002 como titular indiscutible. Tanto en el Tri como en las Chivas Rayadas del Guadalajara fue pieza clave y su experiencia no le quitó ni dinámica ni entrega, por lo que se mantuvo firme en el Tri lo que lo llevó a ser convocado al Mundial de 2006 por Ricardo Antonio Lavolpe donde tuvo una discreta actuación. En el Torneo Bicentenario 2010 no jugó con el club Guadalajara por problemas con el polémico dueño Jorge Vergara, por lo que se fue cedido a Estudiantes Tecos de la UAG, equipo también tapatío donde ya no tuvo tanto talento. Anunció su retiro oficial de las canchas el jueves 11 de agosto de 2011.
Con Chivas convirtió 12 goles en disparos directos a balón parado. El primero se lo anotó al Cruz Azul en el Invierno 2000 y el último al Toluca en el Apertura 2009, el cual por cierto fue el último en general que logró con el Rebaño Sagrado siendo el segundo jugador con más goles de tiro libre en la historia del Guadalajara. 
En el torneo de Apertura 2006 de la liga mexicana consigue el campeonato con el Guadalajara, tras vencer al Toluca con marcador global de 3-2 donde el "Bofo" Bautista marcó el gol definitivo para ganar la final, que fue muy disputada. Se retiró del fútbol mexicano en el equipo de los Estudiantes Tecos.

### Clubes
| Club              | País          | Año           | Partidos | Goles | Media |
| ----------------- | ------------- | ------------- | -------- | ----- | ----- |
| C.F. La Piedad    | México        | 1993 - 1995   | 29       | 18    | 0.62  |
| C.F. Monterrey    | México        | 1995 - 1998   | 93       | 3     | 0.03  |
| C.D. Guadalajara  | México        | 1999 - 2009   | 460      | 80    | 0.17  |
| Estudiantes Tecos | México        | 2010 - 2011   | 28       | 1     | 0.04  |
| Total carrera     | Total carrera | Total carrera | 610      | 102   | 0.17  |

## Estadísticas

### Clubes
| C.F. La Piedad México |               |               |     |    |    |    |    |     |     |      |      |
| 2.ª | 1994-95       | 26            | 15  | 3  | 3  | -  | -  | 29  | 18  | 0.62 |      |
| Total club | Total club    | 26            | 15  | 3  | 3  | -  | -  | 29  | 18  | 0.62 |      |
| C. F. Monterrey México |               |               |     |    |    |    |    |     |     |      |      |
| 1.ª | 1995-96       | 26            | 0   | 2  | 0  | -  | -  | 28  | 0   | 0,00 |      |
| 1.ª | 1996-97       | 33            | 2   | 4  | 0  | -  | -  | 37  | 2   | 0.05 |      |
| 1.ª | 1997-98       | 15            | 1   | -  | -  | -  | -  | 15  | 1   | 0,06 |      |
| 1.ª | 1998-99       | 10            | 0   | 3  | 0  | 3  | 0  | 16  | 0   | 0,00 |      |
| Total club | Total club    | 84            | 3   | 9  | 0  | 3  | 0  | 96  | 3   | 0,03 |      |
| C. D. Guadalajara México |               |               |     |    |    |    |    |     |     |      |      |
| 1.ª | 1998-99       | 19            | 2   | -  | -  | -  | -  | 19  | 2   | 0,10 |      |
| 1.ª | 1999-00       | 34            | 4   | 4  | 0  | -  | -  | 38  | 4   | 0.11 |      |
| 1.ª | 2000-01       | 31            | 5   | -  | -  | 8  | 3  | 39  | 8   | 0,20 |      |
| 1.ª | 2001-02       | 28            | 8   | -  | -  | 2  | 0  | 30  | 8   | 0,26 |      |
| 1.ª | 2002-03       | 37            | 9   | -  | -  | -  | -  | 37  | 9   | 0,24 |      |
| 1.ª | 2003-04       | 43            | 8   | 3  | 0  | -  | -  | 46  | 8   | 0,17 |      |
| 1.ª | 2004-05       | 34            | 9   | 3  | 1  | 13 | 3  | 50  | 13  | 0,26 |      |
| 1.ª | 2005-06       | 29            | 2   | 4  | 2  | 9  | 3  | 42  | 7   | 0,16 |      |
| 1.ª | 2006-07       | 44            | 8   | -  | -  | 5  | 0  | 49  | 8   | 0,16 |      |
| 1.ª | 2007-08       | 38            | 6   | -  | -  | 9  | 1  | 47  | 7   | 0,14 |      |
| 1.ª | 2008-09       | 31            | 4   | 3  | 1  | 15 | 1  | 49  | 6   | 0,12 |      |
| 1.ª | 2009-10       | 14            | 1   | -  | -  | -  | -  | 14  | 1   | 0,07 |      |
| Total club | Total club    | 382           | 65  | 17 | 4  | 61 | 11 | 460 | 80  | 0.17 |      |
| C. D. Estudiantes Tecos México |               |               |     |    |    |    |    |     |     |      |      |
| 1.ª | 2010-11       | 28            | 1   | -  | -  | -  | -  | 28  | 1   | 0,03 |      |
| Total club | Total club    | 28            | 1   | -  | -  | -  | -  | 28  | 1   | 0,03 |      |
| Total carrera | Total carrera | Total carrera | 520 | 84 | 29 | 7  | 64 | 11  | 613 | 102  | 0.17 |
| (1)Incluye datos de la Copa México, Pre Pre Libertadores (1998 y 1999) e InterLiga (2004, 2005, 2006 y 2009). (2)Incluye datos de la Pre Libertadores (1999), Copa Campeones CONCACAF (2007), Copa Merconorte (2000 y 2001), SuperLiga (2007 y 2008), Copa Sudamericana (2007 y 2008) y Copa Libertadores (2005, 2006, 2008 y 2009). |               |               |     |    |    |    |    |     |     |      |      |

### Selección nacional
Su presentación ocurrió el 12 de julio de 2001 dentro de la Copa América 2001 en el encuentro México 1-0 Brasil, siendo Javier Aguirre el director Técnico.
Se destacó en la Copa América celebrada en Perú 2004 al sorprender a la escuadra argentina con un zurdazo efectivo de tiro libre dejando sin posibilidades a Roberto Abbondanzieri y en la Copa América Venezuela 2007 hizo un gol, semejante al gol que anotó contra Argentina, contra Brasil sin que el arquero Doni pudiera reaccionar a tiempo.
En la Copa Confederaciones Alemania 2005 tuvo una destacada actuación, tanto así que al término del torneo, Pelé, el astro brasileño elogió su calidad en el torneo, como centrocampista.

### Participaciones en torneos internacionales
| Competición                    | Categoría | Sede                                 | Resultado        | Partidos | Goles |
| ------------------------------ | --------- | ------------------------------------ | ---------------- | -------- | ----- |
| Copa América 2001              | Absoluta  | Colombia                             | Subcampeón       | 4        | 0     |
| Clasificación Mundial 2002     | Absoluta  | Norteamérica, Centroamérica y Caribe | Clasificado      | 4        | 0     |
| Copa Mundial FIFA 2002         | Absoluta  | Corea del Sur y Japón                | Octavos de final | 4        | 0     |
| Copa América 2004              | Absoluta  | Perú                                 | Cuartos de final | 2        | 1     |
| Copa FIFA Confederaciones 2005 | Absoluta  | Alemania                             | Cuarto lugar     | 4        | 0     |
| Clasificación Mundial 2006     | Absoluta  | Norteamérica, Centroamérica y Caribe | Clasificado      | 7        | 1     |
| Copa Mundial FIFA 2006         | Absoluta  | Alemania                             | Octavos de final | 2        | 0     |
| Copa Oro CONCACAF 2007         | Absoluta  | Estados Unidos                       | Subcampeón       | 1        | 0     |
| Copa América 2007              | Absoluta  | Venezuela                            | Tercer lugar     | 3        | 1     |
| Total                          | –         | –                                    | –                | 31       | 3     |

### Goles internacionales
| #  | Fecha                | Sede                                            | Oponente  | Marcador | Resultado | Competición                                |
| -- | -------------------- | ----------------------------------------------- | --------- | -------- | --------- | ------------------------------------------ |
| 1. | 23 de agosto de 2001 | Estadio Luis de la Fuente, Veracruz, México     | Liberia   | 1–0      | 5–4       | Amistoso                                   |
| 2. | 13 de marzo de 2002  | Qualcomm Stadium, San Diego, Estados Unidos     | Albania   | 3–0      | 4–0       | Amistoso                                   |
| 3. | 10 de julio de 2004  | Estadio Elías Aguirre, Chiclayo, Perú           | Argentina | 1–0      | 1–0       | Copa América 2004                          |
| 4. | 30 de marzo de 2005  | Estadio Rommel Fernández, Panama City, Panamá   | Panamá    | 1–0      | 1–1       | Clasificación para la Copa Mundial de 2006 |
| 5. | 27 de abril de 2005  | Soldier Field, Chicago, Estados Unidos          | Polonia   | 1–0      | 1–1       | Amistoso                                   |
| 6. | 27 de junio de 2007  | Polideportivo Cachamay, Puerto Ordaz, Venezuela | Brasil    | 2–0      | 2–0       | Copa América 2007                          |

## Entrenador

### Clubes
| Club                                 | País   | Año         |
| ------------------------------------ | ------ | ----------- |
| Deportivo Oro                        | México | 2012 - 2013 |
| Chivas Sub-17                        | México | 2013        |
| Chivas Sub-20                        | México | 2014 - 2015 |
| Club Deportivo Guadalajara *Auxiliar | México | 2015        |
| Chivas Sub-20                        | México | 2016        |
| Coras de Tepic                       | México | 2016        |

## Vida personal
Es hermano de Carlos A. Morales Higuera, futbolista zurdo que juega en Monarcas Morelia.

## Palmarés

### Como jugador

#### Campeonatos nacionales
| Título          | Club             | País           | Año  |
| --------------- | ---------------- | -------------- | ---- |
| Torneo Apertura | C.D. Guadalajara | México         | 2006 |
| InterLiga       | C.D. Guadalajara | Estados Unidos | 2009 |

### Como entrenador
| Título                            | Club             | País   | Año    |
| --------------------------------- | ---------------- | ------ | ------ |
| Primera División de México Sub-17 | C.D. Guadalajara | México | A-2013 |
| Primera División de México Sub-17 | C.D. Guadalajara | México | C-2014 |
| Primera División de México Sub-20 | C.D. Guadalajara | México | A-2014 |

### Distinciones individuales
| Distinción                                  | Año     |
| ------------------------------------------- | ------- |
| Goleador de la Copa México                  | 1994-95 |
| Campeón de Goleo de la Primera División 'A' | 1994-95 |